# 도센역
도센역(일본어: 洞泉駅)은 일본 이와테현 가마이시시에 위치한 동일본 여객철도 가마이시 선의 철도역이다. 단선 승강장 1면 1선의 구조를 갖춘 지상역이다.

## 역 주변
- 국도 제283호선

## 역사
- 1945년 6월 15일 : 개업.
- 1986년 11월 1일 : 교환 설비 폐지, 무인화.
- 1987년 4월 1일 : 일본국유철도 분할 민영화에 의해, 동일본 여객철도가 승계.

## 인접 역
| 동일본 여객철도 가마이시 선 | 동일본 여객철도 가마이시 선 | 동일본 여객철도 가마이시 선 |
| --------------------------- | --------------------------- | --------------------------- |
| 리쿠추오하시 하나마키 방면  | ■ 가마이시 선               | 마쓰쿠라 가마이시 방면      |